# 本多圭司
本多 圭司（ほんだ けいじ、1957年12月29日 - ）は、日本の実業家。エニックス代表取締役社長、スクウェア・エニックス取締役副社長、スクウェア・エニックス・ホールディングス取締役を務めた。

## 来歴・人物
福岡県福岡市出身。早稲田大学大学院理工学研究科建築学専攻修士課程修了。乃村工藝社を経て、1987年にエニックスに入社。ドラゴンクエストシリーズのプロデュースを手がけた後、エニックスの海外戦略部門のリーダーとしてアメリカに駐在。1997年取締役ソフトウェア企画部長。2000年より代表取締役社長兼最高執行責任者を務める。
2003年4月1日のスクウェア・エニックスの誕生に伴い、代表取締役副社長に就任。
2004年6月19日の取締役会にて代表権を返上し、取締役副社長として中国戦略の担当のため上海事務所に駐在していた。
2006年9月28日の取締役会にて10月1日より再び代表取締役へ異動した。
2008年10月1日、スクウェア・エニックスが持株会社制に移行するのに伴い、スクウェア・エニックス・ホールディングス取締役となり、新設子会社のスクウェア・エニックス取締役も兼務。
2012年度決算による経営体制刷新に伴い、取締役へ降格。
2018年3月31日をもってスクウェア・エニックス取締役を退任。さらに2018年6月のスクウェア・エニックス・ホールディングス株主総会で、任期満了に伴い、同社取締役を退任した。